# Andrėj Michnevič
Andrėj Anatolevič Michnevič, accreditato come Andrey Mikhnevich dalla World Athletics (in bielorusso Андрэй Анатолевіч Міхневіч?; in russo Андрей Анатольевич Михневич?, Andrej Anatol'evič Michnevič; Babrujsk, 12 luglio 1976), è un ex pesista bielorusso.
È sposato con la pesista bielorussa Natallja Michnevič.

## Biografia
Nel 2000, alle Olimpiadi di Sydney, è riuscito a raggiungere la nona posizione.
L'anno successivo ai campionati mondiali di Edmonton 2001 fu ancora una volta finalista ma, il 7 agosto 2001 è stato trovato positivo agli steroidi anabolizzanti ad un test antidoping e squalificato dalle competizioni per 2 anni.
Nel 2003, solo 17 giorni dopo il suo rientro, Michnevič si è laureato campione mondiale a Parigi con la misura di 21,69, suo nuovo primato personale.
Alle Olimpiadi estive di Atene 2004 l'atleta bielorusso conquistò la sua seconda finale olimpica raggiungendo la quinta posizione.
Ai campionati europei di Göteborg (Svezia) si presentò alla manifestazione come uno dei favoriti.
In qualificazione, il suo lancio a 20,49 (seconda miglior misura) lo portò direttamente in finale.
In serata, dopo aver lanciato il suo peso a 21,11, che lo posizionava al primo posto, proprio all'ultimo turno, venne scalzanto da Ralf Bartels perdendo così il titolo di campione europeo per soli 2 centimetri.
Ai mondiali di Osaka 2007, pur non presentandosi come uno dei favoriti alla medaglia, conquistò la medaglia di bronzo dietro ai due statunitensi Reese Hoffa e Adam Nelson.
Nel 2008 ha partecipato alla sua terza Olimpiade.
A Pechino, giunto in finale, conquistò la medaglia di bronzo con un lancio di 21,05 metri, un solo centimetro davanti al canadese Dylan Armstrong.
Ai campionati mondiali indoor di Doha 2010 dopo essersi qualificato con 20,34 metri, in finale ha conquistato la medaglia d'argento con un lancio a 21,68.
Ai Campionati europei di Barcellona, dopo essersi qualificato alla finale con la quarta miglior misura a 20,35, ha vinto il titolo europeo grazie ad un lancio a 21,01 metri un solo centimetro oltre il polacco Tomasz Majewski.
Nel 2011 conquista la medaglia di bronzo ai Campionati del mondo di Taegu 2011 con un lancio a 21,40 metri.
Nel 2012 conclude la sua stagione alle Olimpiadi di Londra 2012 fermandosi al turno di qualificazione con la diciassettesima misura a 19,89.

### Seconda squalifica per doping
L'8 marzo 2013 viene di nuovo trovato positivo ad un test antidoping a tre sostanze proibite: clenbuterolo, metandrostenolone e oxandrolone.
In questo caso però si tratta di analisi postume su campioni di urine prelevati 8 anni prima, ai mondiali di Helsinki 2005 che lo videro concludere sesto nella gara di getto del peso.
Trattandosi della seconda squalifica per doping di Michnevič, il 13 giugno 2013 l'organo disciplinare della IAAF ha deciso di squalificare a vita l'atleta annullando tutti i risultati successivi all'agosto 2005.
Michnevič non è stato l'unico atleta ad essere stato trovato positivo a questi controlli antidoping postumi, dopo il caso Jurij Bilonoh alle Olimpiadi di Atene 2004, ai controlli su Helsinki 2005 sono stati trovati positivi anche: la vincitrice del getto del peso femminile Nadzeja Astapčuk, il vincitore del lancio del martello maschile Ivan Cichan, la vincitrice del lancio del martello femminile Ol'ga Kuzenkova, l'argento nel martello maschile Vadzim Dzevjatoŭski e l'argento nel salto in lungo femminile Tat'jana Kotova.
In seguito alla decisione di annullamento dei suoi risultati gli vennero tolte anche tutte le medaglie conquistate tra il 2006 ed il 2011: il bronzo olimpico di Pechino 2008, due bronzi mondiali, due argenti ai mondiali indoor, un oro e un argento europeo.

## Progressione

### Getto del peso outdoor
| Stagione | Misura  | Luogo       | Data      | Rank. Mond. |
| -------- | ------- | ----------- | --------- | ----------- |
| 2012     | 20,90 m | Minsk       | 18-7-2012 | 14º         |
| 2011     | 22,10 m | Minsk       | 11-8-2011 | 2º          |
| 2010     | 22,09 m | Minsk       | 14-7-2010 | 4º          |
| 2009     | 21,02 m | Mosca       | 1-7-2009  | 9º          |
| 2008     | 22,00 m | Minsk       | 27-7-2008 | 3º          |
| 2007     | 21,27 m | Osaka       | 25-8-2007 | 5º          |
| 2006     | 21,60 m | Minsk       | 22-7-2006 | 5º          |
| 2005     | 21,08 m | Brėst       | 2-7-2005  | 9º          |
| 2004     | 21,23 m | Minsk       | 31-7-2004 | 7º          |
| 2003     | 21,69 m | Saint-Denis | 23-8-2003 | 4º          |
| 2001     | 20,92 m | Minsk       | 13-7-2001 | 8º          |
| 2000     | 20,12 m | Brėst       | 1-8-2000  | 34º         |
| 1999     | 20,30 m | Minsk       | 16-7-1999 | 20º         |
| 1998     | 19,90 m | Calamata    | 23-5-1998 | 32º         |
| 1997     | 19,27 m | Minsk       | 17-6-1997 | 56º         |
| 1996     | 19,24 m | Hrodna      | 7-9-1996  | 61º         |

### Getto del peso indoor
| Stagione | Misura  | Luogo     | Data      | Rank. Mond. |
| -------- | ------- | --------- | --------- | ----------- |
| 2010     | 21,81 m | Mahilëŭ   | 12-2-2009 | 2º          |
| 2009     | 20,06 m | Bydgoszcz | 10-2-2009 | 14º         |
| 2008     | 20,82 m | Valencia  | 7-3-2008  | 10º         |
| 2007     | 20,28 m | Il Pireo  | 24-2-2007 | 10º         |
| 2006     | 21,37 m | Mosca     | 10-3-2006 | 3º          |
| 2004     | 20,85 m | Minsk     | 30-1-2004 | 5º          |
| 2001     | 18,95 m | Il Pireo  | 21-2-2001 | 60º         |
| 2000     | 20,48 m | Minsk     | 28-1-2000 | 11º         |
| 1999     | 20,52 m | Minsk     | 16-1-1999 | 8º          |
| 1998     | 20,02 m | Minsk     | 2-1-1998  | 18º         |
| 1997     | 19,04 m | Chemnitz  | 29-1-1997 | 35º         |
| 1996     | 17,57 m | Stoccolma | 8-3-1996  | 24º         |

## Palmarès

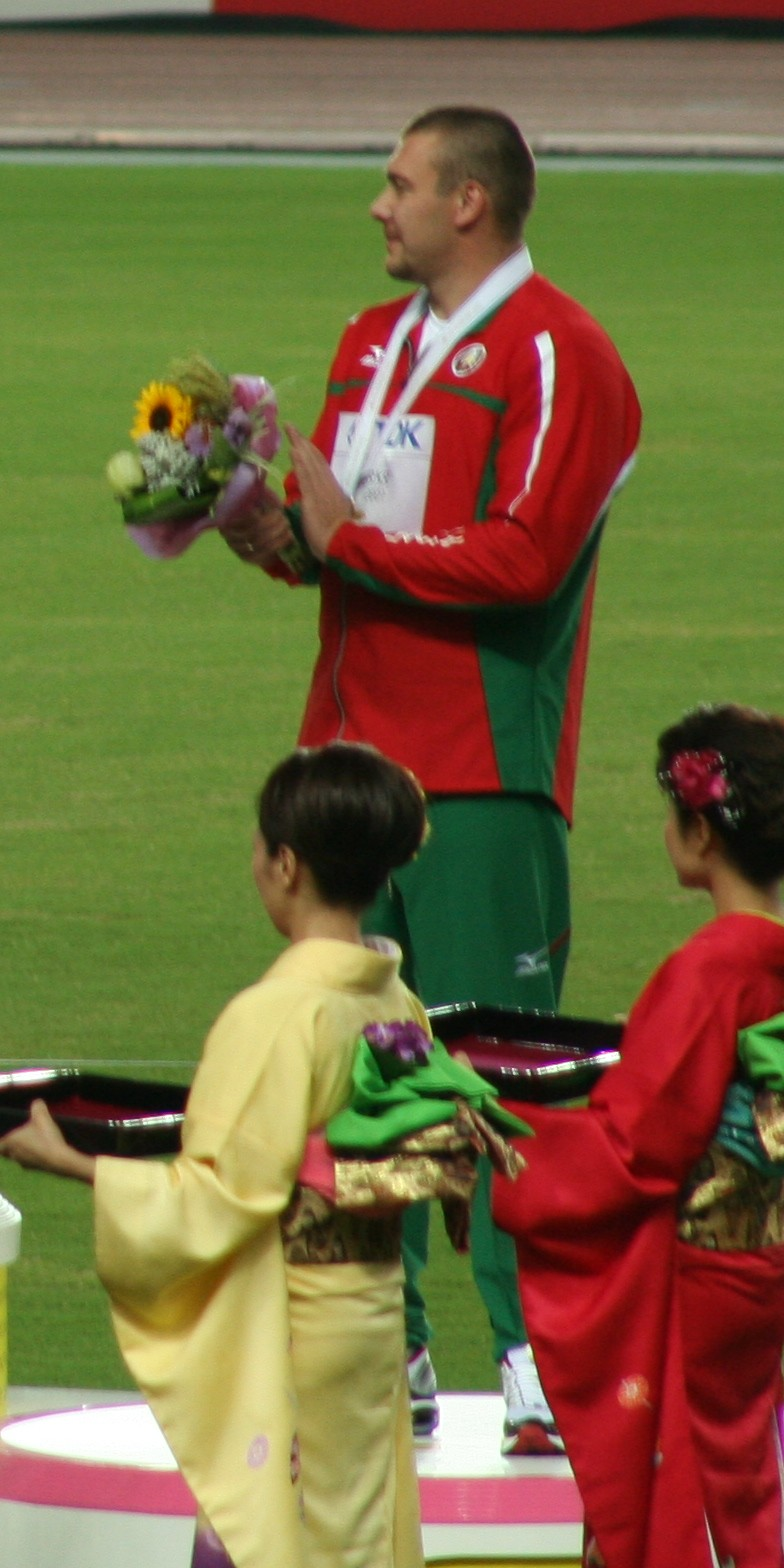
Michnevič sul podio dopo la vittoria del bronzo ai mondiali di

| Anno | Manifestazione   | Sede        | Evento         | Risultato | Prestazione | Note             |
| ---- | ---------------- | ----------- | -------------- | --------- | ----------- | ---------------- |
| 1997 | Europei under 23 | Turku       | Getto del peso | 6º        | 18,72 m     |                  |
| 1999 | Mondiali indoor  | Maebashi    | Getto del peso | 8º        | 19,44 m     |                  |
| 2000 | Giochi olimpici  | Sydney      | Getto del peso | 9º        | 19,48 m     |                  |
| 2001 | Mondiali         | Edmonton    | Getto del peso | dq        | dq          | [ 18 ]           |
| 2003 | Mondiali         | Saint-Denis | Getto del peso | Oro       | 21,69 m     | Record nazionale |
| 2003 | Universiadi      | Taegu       | Getto del peso | Oro       | 20,76 m     |                  |
| 2004 | Mondiali indoor  | Budapest    | Getto del peso | 6º        | 20,50 m     |                  |
| 2004 | Giochi olimpici  | Atene       | Getto del peso | 4º        | 20,60 m     | [ 19 ]           |
| 2005 | Mondiali         | Helsinki    | Getto del peso | dq        | dq          | [ 20 ]           |
| 2006 | Mondiali indoor  | Mosca       | Getto del peso | dq        | dq          | [ 21 ]           |
| 2006 | Europei          | Göteborg    | Getto del peso | dq        | dq          | [ 22 ]           |
| 2007 | Europei indoor   | Birmingham  | Getto del peso | dq        | dq          | [ 23 ]           |
| 2007 | Mondiali         | Osaka       | Getto del peso | dq        | dq          | [ 24 ]           |
| 2008 | Mondiali indoor  | Valencia    | Getto del peso | dq        | dq          | [ 25 ]           |
| 2008 | Giochi olimpici  | Pechino     | Getto del peso | dq        | dq          | [ 26 ]           |
| 2009 | Mondiali         | Berlino     | Getto del peso | dq        | dq          | [ 27 ]           |
| 2010 | Mondiali indoor  | Doha        | Getto del peso | dq        | dq          | [ 28 ]           |
| 2010 | Europei          | Barcellona  | Getto del peso | dq        | dq          | [ 29 ]           |
| 2011 | Mondiali         | Taegu       | Getto del peso | dq        | dq          | [ 30 ]           |
| 2012 | Giochi olimpici  | Londra      | Getto del peso | dq        | dq          |                  |